# Salix ballii
Salix ballii — вид квіткових рослин із родини вербових (Salicaceae).

## Морфологічна характеристика
Рослина 2–12 дм заввишки. Гілки червоно-бурі чи жовто-бурі, не сизі, дещо запушені; гілочки червоно-коричневі чи жовто-коричневі, запушені, ворсинчасті чи коротко-шовковисті. Листки ніжки 2.5–7.5 мм; найбільша листкова пластина від еліптичної до обернено-яйцеподібної форми, 23–63 × 10–35 мм, краї плоскі, зубчасті або вигнуті, верхівка опукла, округла, гостра чи загострена; абаксіальна поверхня (низ) сиза, гола, адаксіальна — злегка блискуча, гола чи рідко запушена на середній жилці; молода пластинка іноді червонувата, гола або середня жилка рідко запушена абаксіально, волоски білі, іноді також залозисті. Сережки квітнуть, коли з'являється листя; тичинкова товста, 17–29.5 × 8–11 мм; маточкова товста, 10–37.5(до 45 у плодах) × 5–12 мм. Коробочка 3–6 мм.

## Середовище проживання
Канада (Лабрадор, Ньюфаундленд, Нунавут, Онтаріо, Квебек). Населяє прибережні пустелі, тераси, яри, осипи, прибережні дюни, заплави, луки Carex, чагарникові ліси Picea mariana, зарості Abies balsamea, рідколісся Picea mariana, вапнякові та вапнякові субстрати; 0-400 метрів.